# Lac Armagnac
Pour les articles homonymes, voir Armagnac.
Le lac Armagnac est plan d'eau douce traversé par la décharge venant du lac Saint-Urcisse et de la rivière Saint-Urcisse, coulant dans Eeyou Istchee Baie-James (municipalité), en Jamésie, dans la région administrative du Nord-du-Québec, dans la province de Québec, au Canada. Ce lac fait partie de la réserve faunique des Lacs-Albanel-Mistassini-et-Waconichi.
La surface du lac Armagnac est habituellement gelée de la fin octobre au début mai, toutefois la circulation sécuritaire sur la glace se fait généralement de la mi-novembre à la fin d'avril.

## Géographie
Les principaux bassins versants voisins du lac Armagnac sont :
- côté nord : rivière Rupert, rivière De Maurès, rivière Natastan ;
- côté est : rivière Saint-Urcisse, lac Jarry, lac Cantin, lac Saint-Urcisse, lac Mistassini ;
- côté sud : rivière Saint-Urcisse, lac Breccia, lac Pointeau, lac Vallière ;
- côté ouest : lac Artaud, rivière De Maurès, lac Odon, lac Savignac, lac Frotet.

Situé à l'ouest du lac Mistassini, le lac Armagnac comporte une superficie de km2. D'une nature difforme, ce lac a longueur de 10,5 km, une largeur maximale de 4,4 km et une altitude de 380 m. Le courant traverse le lac Armagnac vers le sud-ouest sur 8,8 km notamment en traversant une passe sur 0,8 km entre les deux presqu'îles qui coupent le lac en deux dans l'axe nord-sud ; la presqu'île rattachée à la rive sud s'étire vers le nord sur 3,3 km et le presqu'île rattachée à la rive nord  s'étire vers le sud sur 2,0 km en croissant la première par le côté Est, ce qui forme le détroit. La zone autour du lac Armagnac comporte des zones de marais à proximité, surtout à l'est et au nord-est.
Ce lac comporte deux grandes parties difformes :
- partie Est (longueur : 4,9 km, largeur maximale : 2,6 km) recevant du côté Nord la décharge du lac Saint-Urcisse et de la rivière Saint-Urcisse. Cette partie comporte un archipel. Elle comporte aussi une presqu'île s'étirant sur 2,6 km vers le sud-ouest et une autre presqu'île s'étirant sur 3,0 km vers du nord-est ;
- partie centrale (longueur : 11,6 km ; largeur maximale : 5,3 km). Cette partie comporte une presqu'île s'étirant sur 3,4 km vers du nord-est jusqu'au milieu de la partie Ouest du lac. Cette presqu'île forme une baie s'étirant sur 5,2 km vers le Sud.

L'embouchure du lac Armagnac est localisée au sud-ouest de la baie, soit à :
- 14,1 km à l'ouest du lac Mistassini ;
- 8,1 km au sud-est de l'embouchure de la décharge (confluence avec le lac Savignac) d'une série de lacs dont le lac Armagnac ;
- 43,8 km au sud de l'embouchure de la rivière De Maurès ;
- 35,4 km au nord-ouest du centre du village de Mistissini (municipalité de village cri) ;
- 84,9 km au nord-ouest du centre-ville de Chibougamau ;
- 114,2 km au sud-est de l'embouchure du lac Mesgouez ;
- 332 km à l'est de la confluence de la rivière Rupert et de la baie de Rupert[1].

## Toponymie
La désignation toponymique « lac Armagnac » est connue depuis au moins 1964. L'Armagnac (province) est ancien pays de France, dont le territoire correspond aujourd'hui approximativement au département du Gers. L'Armagnac est la patrie d'origine de la famille Maurès de Malartic dont l'un des membres, Anne-Joseph-Hippolyte (1730-1800), a brillamment participé à la défense de la Nouvelle-France entre 1755 et 1760. On sait, par ailleurs, que Bernard de La Roque, père de l'explorateur Roberval (vers 1500-1560), était l'un des officiers principaux du comte Louis d'Armagnac.
Le toponyme "lac Armagnac" a été officialisé le 5 décembre 1968 par la Commission de toponymie du Québec.